# Hoya loheri
Hoya loheri är en oleanderväxtart som beskrevs av D. Kloppenburg. Hoya loheri ingår i släktet Hoya och familjen oleanderväxter. Inga underarter finns listade i Catalogue of Life.